# John Danielsen
John Danielsen (Odense, 1939. július 13. –) dán válogatott labdarúgó.

## Fordítás
- Ez a szócikk részben vagy egészben  a   John Danielsen című angol Wikipédia-szócikk fordításán alapul.  Az eredeti cikk szerkesztőit annak laptörténete sorolja fel. Ez a jelzés csupán a megfogalmazás eredetét és a szerzői jogokat jelzi, nem szolgál a cikkben szereplő információk forrásmegjelöléseként.